# Principen om ett effektivt domstolsskydd
Principen om ett effektivt domstolsskydd, eller effektivitetsprincipen, är en allmän princip inom europeisk unionsrätt som innebär att enskilda har rätt till effektiva rättsmedel när deras fri- och rättigheter enligt EU-rätten har kränkts. Principen har sitt ursprung i medlemsstaternas gemensamma konstitutionella traditioner, men finns numera även inskriven i artikel 47 i stadgan om de grundläggande rättigheterna. Även artikel 19.1 i fördraget om Europeiska unionen inkluderar effektivitetsprincipen.